# 플라스마 가속
플라즈마 레이저 가속에 대해 설명한다.

## 개념
플라스마 양극과 음극의 하전 입자의 유체로 구성되며 일반적으로 희석된 가스를 가열하거나 광 이온화 (직접 / 터널 / 다중 광자 / 장벽억제)에 의해 만들어진다. 정상적인 조건 하에서 플라즈마는 거시적으로 전자와 이온이 동일하게 혼합된 평형상태인 중립 (또는 준 중성)으로 보인다. 하지만 충분히 강한 외부 전기장이나 전자기장이 가해질 경우, 배경이온에 비해 (적어도 전자의 1836배) 매우 가벼운 플라즈마 전자는 섭동영역에서 전하 불균형을 형성하고 이온으로부터 공간적으로 분리된다. 이러한 플라즈마에 주입된 입자는 전하가 분리된 장에 의해 가속될 것이지만, 이러한 분리의 크기는 일반적으로 외부 전기장의 크기와 유사하기 때문에 외관상 단순히 입자에 직접 전기장을 가하는 기존의 시스템과 비교하여 얻어지는 것은 아무것도 없다. 하지만 플라즈마라는 매질은 전자기파의 횡방향 장을 플라즈마 파의 종방향 장으로 (현재 알려진) 가장 효율적으로 변환시키는 역할을 한다. 기존의 가속기 기술의 다양하고 적절하게 고안된 물질들은 횡방향 전달 매우 강한 장 으로부터 입자를 가속 시킬 힘을 얻을 수 있는 종방향 영역으로 변환하는 데 사용된다. 이러한 과정은 정상파 구조 (공진 캐비티와 같은) 또는 진행파 구조 (disc-loaded waveguides 등 과 같은) 이 두가지 방법을 사용하여 달성된다. 하지만 더 강한 장과 상호작용 하는 물질들의 제한은 이온화 및 붕괴를 통해 결국에는 파괴된다. 여기에 플라즈마 가속은 지금까지 실험에서 과학에 의해 생성 된 가장 높은 장을 생성,유지,개척할 수 있는 돌파구를 제공한다.
이러한 시스템을 유용하게 만드는 것은 기존의 가속기에서 진행파 개념과 유사한 플라즈마를 통해 생성하는 매우 높은 전하 분리의 파장생성의 가능성이다. 그러므로 가속기는 파장의 위상고정된 입자 무리와 loaded space-charge wave는 뭉치 속성이 남아있는 동안 더 높은 속도로 그것들을 가속시킵니다. 현재 플라즈마 파장은 전자뭉치 또는 적절하게 형성된 레이저 펄스에 의해 여기상태가 된다. 플라즈마 전자들은 (전자 또는 레이저) 여기상태의 장에서 전자기장 또는 폰더모티브(pondermotive) 힘에 의해 항적의 중심으로부터 밀려나가집니다. 플라즈마 이온들은 의미있게 이동을 하기에는 너무 거서 여기상태의 장에서 플라즈마 이온이 반응할 시간의 척도동안 정지할 것이라고 추정된다. 플라즈마를 통해 여기상태의 장이 통과할 때 플라즈마 전자들은 바닥상태의 플라즈마에서 원래의 그 자리에 남아있는 플라즈마 양이온 챔버(chamber), 버블(bubble), 콜룸(column)에 의해 항적의 중심으로 돌아오는 거대한 인력을 경험한다. 이것은 매우 높은 종방향(가속)과 횡방향(집속) 전기장의 전체 항적을 형성한다. 그러고나서 전하 분리된 영역의 이온에서 양전하는 대다수의 전자들이 있는 항적의 뒤쪽과 대부분의 이온이 있는 항적의 중심사이의 거대한 변화도를 만듭니다. 이러한 두 지역 사이의 어떠한 전자들도 가속된다. (자체 주입 구조) 외부 뭉치 주입 방식에서 전자들은 플라즈마 전자들의 폭발 또는 최대의 차단상태동안 진공영역에 도착하기 위해 전략적으로 주입된다.
beam-driven 항적은 적절한 플라즈마 또는 가스에 전자뭉치 또는 상대론적 양자를 보냄으로써 형성 될 수 있다. 일부 경우에, 그 가스는 전자 뭉치에 의해 이온화될 수 있다. 그러고 나서 전자 뭉치는 플라즈마 및 항적장을 생성한다. 그러므로 이것은 상대적으로 높은 전하를 가진 전자 뭉치들과 강한 전기장이 필요하다. 그러고 나서 전자뭉치의 높은 장은 항적을 만들면서 플라즈마 전자들을 중심으로부터 밀어냅니다.
beam-driven 항적과 유사하게 레이저 펄스는 플라즈마 항적을 여기시키는데 사용된다. 펄르사 플라즈마를 통해 이동함에 따라 빛의 전기장은 외부장이 하는 것과 같은 방식으로 전자와 핵자를 분리한다.
장이 충분히 강한 경우 이온화 된 플라즈마 전자들 모두는 항적의 중심으로부터 제거 될 수 있다. 이것은 'blowout regim' 로 알려져있다. 입자가 이 기간동안 매우 빠르게 움직이지는 않지만 거시적으로 전하의 “거품”이 빛의 속도에 가깝게 플라즈마를 통해 이동하는 것으로 나타납니다. 거품은 전자가 중심에서 밀려나 음으로 대전 된 지역에 따라가면서 양으로 대전된 전자들이 제거된 지역이다. 이것은 레이저 펄스에 이어지는 매우 강한 전위차의 작은영역으로 이끕니다.
선형 체제에서 플라즈마 전자들은 완전히 항적의 중심으로부터 제거되지는 않다. 이러한 경우 선형플라즈마 파동 방정식을 적용할 수 있다. 하지만 항적은 blowout regim과 매우 유사하게 나타나고 가속도의 물리학도 동일하다. 이 입자 가속에 사용되는 이것은 ‘항적장’이다. 고밀도 영역 근처의 플라즈마에 주입된 입자는 항적장이 column을 통해 이동함에 따라 항적장의 속도에 도달 할 때까지 가속 (또는 거리)를 향해 가속을 경험하게 될 것이다. 심지어 더 높은 에너지는 항적장의 면을 가로질러 진행하는 입자의 주입에 의해서 도달 될 수 있다. surfer과 같은 대다수는 항적장을 가로지르는 진행에 의한 파장(그것들은 파장위에 surf 한다)보다 더 높은 속도로 진행할 수 있다. 이 기술을 활용하도록 설계한 가속기는 “surfatron"들로 구어체로 지정되어 왔다.

## 같이 보기

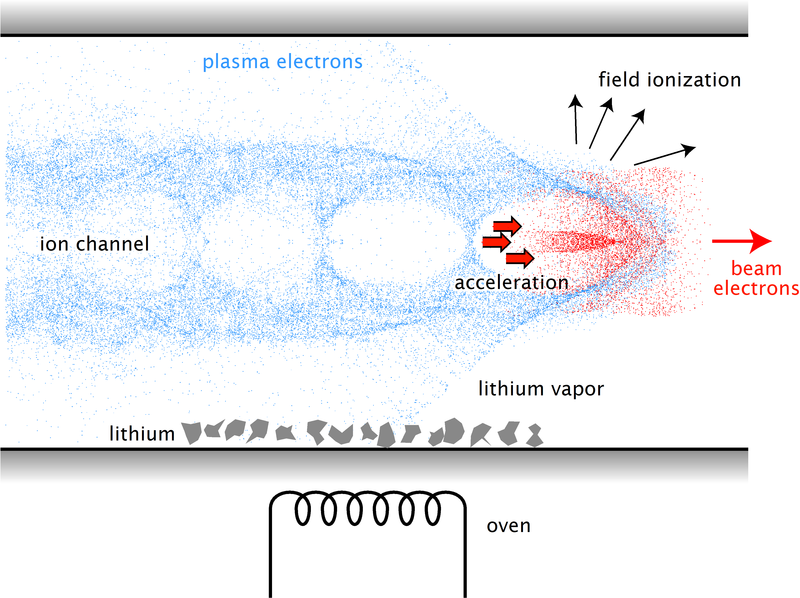
Wake created by an electron beam in a plasma

- 레이저 플라즈마

## 참조
- C. Joshi, "Plasma Accelerators," Scientific American (February 2006), 294, 40–47
- Katsouleas, T. "Accelerator physics: Electrons hang ten on laser wake" Nature (September 2004), 431, 515–516, doi:10.1038/431515a
- Joshi, C. & Katsouleas, T., "Plasma accelerators at the energy frontier and on tabletops", Physics Today 56, No. 6, 47–51 (2003), doi:10.1063/1.1595054.
- Joshi, C. & Malka, V. (2010). “Focus on Laser- and Beam-Driven Plasma Accelerators”. 《New Journal of Physics》.*Lawrence Berkeley National Laboratory
- SLAC National Accelerator Laboratory
- UCLA
- Rutherford Appleton Laboratory
- Lawrence Livermore National Laboratory
- United States Naval Research Laboratory
- Budker Institute of Nuclear Physics
- 미시간 대학교*Chalk River Laboratories
- Texas Petawatt Laser, University of Texas at Austin
- Advanced Laser-Plasma High-energy Accelerators towards X-rays (ALPHA-X) beam line at the University of Strathclyde
- Scottish Centre for the Application of Plasma-based Accelerators (SCAPA)